# Província de Silistra
La província de Silistra (en búlgar: Област Силистра) és una província de Bulgària, que rep el nom de la seva principal ciutat, Silistra. La provincial és coneguda pels pelicans i el licor de préssec. La província de Silistra és tradicionalment agrícola, a causa del seu sòl fèrtil. Altres ciutats importants són Tútrakan, Alfatar, Dulovo i Glavinitsa.